# Pharan
Pharan (heute Firan, arabisch فيران, DMG Fīrān) ist ein Dorf auf dem Südsinai (Ägypten), ca. 40 km von der Küste und ca. 50 km von at-Tur, dem antiken Raithou, entfernt.

## Geschichte
Nach antiker Tradition fand bei Pharan, das man mit dem biblischen Rephidim identifizierte, die in Exodus 17,10–15  erwähnte Schlacht zwischen dem israelischen Volk und den den Durchzug sperrenden Amalekitern statt. Nach Münzfunden lässt sich die Besiedlung bis in das 1. Jahrhundert v. Chr. zurückverfolgen. Sie verlief damit parallel zur nabatäischen Einwanderung in Palästina, womit die Pharaniten als ein Bruderstamm der Nabatäer angesehen werden dürfen. Um die Mitte des 4. Jahrhunderts wurde die Bevölkerung der Stadt christianisiert, am Ende desselben Jahrhunderts erklärte man die Stadt zum Bischofssitz. Auf das Bistum geht das Titularbistum Pharan der römisch-katholischen Kirche zurück. Im Zuge der arabischen Eroberung gaben die Bewohner Pharan auf und wurden vermutlich Nomaden.